# Limenitis sumbawana
Limenitis sumbawana är en fjärilsart som beskrevs av Hans Fruhstorfer 1913. Limenitis sumbawana ingår i släktet Limenitis och familjen praktfjärilar. Inga underarter finns listade i Catalogue of Life.